# 27º Reggimento fanteria "Pavia"
Il 27º Reggimento fanteria "Pavia" è stata un'unità del Regio Esercito.

## Storia

### Nel Risorgimento
Il 1º marzo 1860 si costituisce il 27º Reggimento fanteria (Brigata Pavia), che forma con il 28º Reggimento fanteria la nuova Brigata da cui prende il nome. Partecipa insieme al 28º alla terza guerra di indipendenza italiana e alla Campagna del Trentino, inquadrato nella divisione del generale Medici. Cambia denominazione nel 1871 in 27º Reggimento fanteria "Pavia", e nel 1881 in 27º Reggimento fanteria (Brigata Pavia).

### Nella prima guerra mondiale (1915-1918)
Ordinato su tre battaglioni, combatte nella prima guerra mondiale, ed è con la Brigata Pavia fra i primi reparti ad entrare in Gorizia. Il 27º Reggimento venne decorato per il suo valore nei primi giorni di gennaio del 1917 con la Medaglia d'argento al valor militare sul fronte di guerra da re Vittorio Emanuele III.
Il 27º oltre alla medaglia d'argento al valor militare meritò anche una citazione sui bollettini di guerra del Comando Supremo. Al termine del conflitto, il 27º Reggimento aveva avuto 68 Ufficiali e 2.062 fanti caduti per la Patria. I suoi uomini vennero decorati con 1 Medaglia d'oro al valor militare, 55 Medaglie d'argento al valor militare e 66 Medaglie di bronzo al valor militare. A ricordo
del valore della Pavia ad essa sono intitolate una via a Gorizia ed una piazza a Ravenna.

### Tra le due guerre
Con l'Ordinamento del 1926 riprende il nome di 27º Reggimento fanteria "Pavia", ed è assegnato alla XVII Brigata di fanteria; partecipa alla Guerra d'Etiopia del 1935-36 fornendo 9 ufficiali e 1008 soldati ai reparti mobilitati, quindi nel 1939 entra nella 17ª Divisione fanteria "Pavia".

### Nella seconda guerra mondiale (1939-1945)

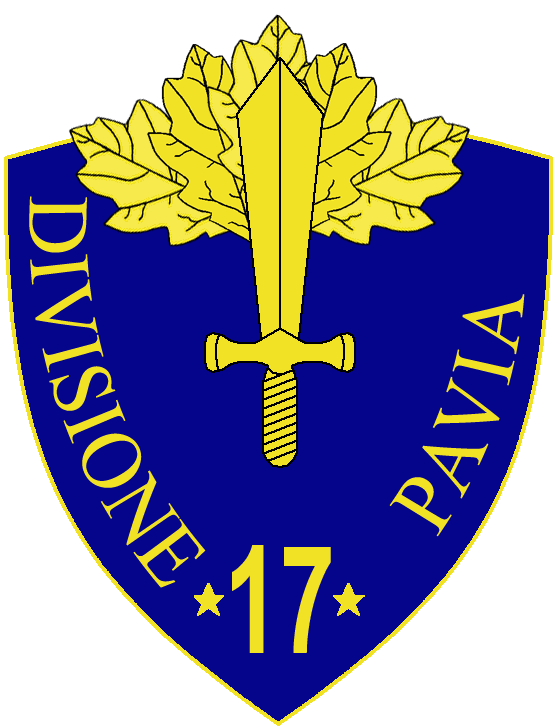
Scudetto della 17ª Divisione fanteria "Pavia"

Nell'agosto 1939, inquadrato nella Divisione "Pavia" con il 28º Reggimento Fanteria e il 26º Reggimento Artiglieria per d.f., viene destinato in Tripolitania ove si trova all'inizio del secondo conflitto mondiale. Il reggimento nel 1940 è costituito da: comando e compagnia comando, tre battaglioni fucilieri (altre fonti indicano due battaglioni su cinque compagnie e senza la compagnia anticarro),, compagnia mortai da 81, batteria armi di accompagnamento da 65/17 ed una di cannoni anticarro da 47/32. Nella seconda guerra mondiale, il reggimento risulta dislocato il Libia nella zona di Sabratha. Combatte in Africa Settentrionale, dove si distingue nella battaglia di Tobruk, ed è quindi inserita nel X Corpo d'armata; lì condivide la sorte della "Folgore" nella battaglia di El Alamein, inserendo i suoi battaglioni nel dispositivo difensivo della Divisione Paracadutisti.
La Divisione "Pavia" sarà sciolta nel novembre 1942 in Africa Settentrionale per eventi bellici.
La bandiera del reggimento è conservata al Vittoriano a Roma.

## Insegne e Simboli del 27º Reggimento Fanteria "Pavia"
- Il Reggimento indossava il fregio della Fanteria del Regio Esercito (composto da due fucili incrociati con al centro un tondo riportante il numero 27º che indica il reggimento e sormontati da una corona).
- Le mostrine del reggimento erano rettangolari di colore Verde con banda centrale Rosso. Alla base della mostrina si trova la stella argentata a 5 punte bordata di nero, simbolo delle forze armate italiane.

## Curiosità
Nel film I due colonnelli, ambientato in una località fittizia della Grecia (Montegreco) il Colonnello Antonio Di Maggio (interpretato da Totò) dice di essere del 27º Reggimento, cosa storicamente impossibile visto che nei giorni in cui fu ambientato il film (inizio di settembre del 1943) il reggimento risultava sciolto in Africa.

## Onorificenze
Il 27º Reggimento fanteria "Pavia" è decorato delle seguenti onoroficenze:

### Decorati
Medaglie d'oro al valor militare
- Tenente Tognoni Giorgio[2][7][8] ufficiale del III battaglione della 9ª Compagnia del 27º Reggimento fanteria "Pavia".

- Sottotenente Cesare Giacobbe
- Maggiore Giuseppe Ragnini
- Tenente Remo Viola

## Motto del Reggimento
"Ardeam dum luceam"  Il significato del motto del Reggimento è: "Che io risplenda mentre ardo".

## Soprannome del Reggimento
"I Verdi di Gorizia" Il Soprannome del Reggimento trae origine dalle mostreggiature verdi solcate di rosso usate nel 1916 quando un distaccamento del 28º fu uno dei primi reparti ad entrare nella città di Gorizia, al comando del Tenente M.O.V.M. Aurelio Baruzzi, conquistando la stazione ferroviaria ed issandovi il Tricolore.

## Festa del Reggimento
- La festa del Reggimento si svolge l'8 agosto, anniversario della battaglia di Gorizia del 1916